# Isodontia papua
Isodontia papua är en biart som beskrevs av Hensen 1991. Isodontia papua ingår i släktet Isodontia och familjen grävsteklar. Inga underarter finns listade i Catalogue of Life.